# Louis Coroller
Louis Pierre Henry Coroller, né à La Montagne (Loire-Atlantique) le 22 décembre 1893 et décédé à Paris 16e le 18 octobre 1988, est un ingénieur aéronautique français qui a dirigé le bureau d'études des sociétés Potez, SNCAN puis Nord-Aviation de 1920 à 1969.

## Biographie

### Une carrière militaire
Louis Coroller est le fils d'un commis principal de la Marine et d'une directrice d'école. Il passe par l'École des arts et métiers d'Angers (promotion 1909-1912) d'où il sort ingénieur et major de promotion. Entré à l'École supérieure de l'aéronautique en 1913, il y côtoie Marcel Bloch. Incorporé comme sapeur aérostier en 1913, il est muté en avril 1914 au Laboratoire d'aéronautique de Chalais-Meudon, où il retrouve Marcel Bloch et rencontre Henry Potez. 
Après une affectation comme mécanicien à l'escadrille DO 22 et un stage chez Farman, il entre au tout nouveau Service technique de l'aéronautique (STAé) comme sergent, et y retrouve Potez et Bloch. Il travaille donc de jour pour le STAé, mais occupe ses nuits à dessiner le SEA I, puis le SEA IV, une situation que ne supporte pas sa hiérarchie. Le capitaine Georges Lepère réclamant Coroller, celui-ci est promu sous-lieutenant en envoyé aux États-Unis avec la mission du duc Armand de Guiche. Il travaille donc à la conception du Lepère USA C II que les Américains, peu habitués aux chiffres romains, transformeront en LUSAC-11.

### Les années Potez
Rentré en France à l'Armistice, Louis Coroller passe à nouveau par Supaéro, mais comme professeur, avant de devenir Directeur Technique des Aéroplanes Henry Potez à Aubervilliers, puis Levallois en 1921.
À partir du Potez IV, ex-SEA IV, il dessine une berline de transport, le Potez VII, et le Potez XV pour l'Aéronautique militaire. Le biplace de sport Potez VIII sera construit en plusieurs versions jusqu'au milieu des années 1930, mais le grand succès de Coroller reste le Potez 25, dont plus de 7 000 exemplaires ont été construits en 87 versions différentes. Cet avion connaît un tel succès que l'usine de Levallois, insuffisante, est abandonnée au profit d'une nouvelle usine, construite par Henry Potez dans sa ville natale de Méaulte, dans la Somme.
La carrière de Louis Coroller se confond désormais avec l'histoire de la société Potez, dont il dessine tous les appareils, du Potez 53 vainqueur de la Coupe Deutsch de la Meurthe en 1933 au multiplace BCR Potez 540 et du Potez 36 de tourisme au Potez 62 et au Potez 63.11 de reconnaissance. Il travaille en binôme avec son frère Émile (11/08/1897-14/05/1984), directeur usine technique à Méaulte.

### Nord Aviation
Directeur technique sous l'occupation d'INDAERO, un organisme destiné à préparer le redémarrage de l'industrie aéronautique française et soustraire des techniciens au STO, Louis Coroller devient à la Libération directeur général technique de la SNCAN puis Nord-Aviation. Il supervise donc la conception du Noratlas. 
Homme discret mais enjoué, brillant ingénieur mais hélas grand brûleur d'archives, Louis Coroller a pris sa retraite en 1969. Il est décédé le 18 octobre 1988  à Paris.

## Décorations
- Commandeur de la Légion d'honneur
- Médaille de l'Aéronautique[2].